# Queen of the Clouds
A Queen of the Clouds (A felhők királynője) Tove Lo, svéd énekesnő debütáló stúdióalbuma, mely 2014. szeptember 24-én jelent meg az Island Records gondozásában. Két kislemez előzte meg, a "Habits (Stay High)" és a "Not on Drugs", melyek már korábban helyet kaptak az első középlemezén, ami a Truth Serum nevet viseli. Lo több íróval és producerrel dolgozott a lemezem, mint például Klas Åhlund, Alexander Kronlund, Alx Reuterskiöld és Captain Cuts. Dalszövegileg az album középpontja egy szerelmi kapcsolat fázisai vannak, a lángra lobbanástól, a szerelmen át, a szakításig.

## Téma és a készületek
Queen of the Clouds Lo debütáló középlemezét, a Truth Serumot követi. Az album három részre lett osztva: The Sex (A szex), The Love (A szerelem) valamint The Pain (A fájdalom). Hasonlóan a Truth Serumban szereplő mérgezett kapcsolathoz, itt is egy szakítás van a középpontban, mely bemutatja egy szerelem teljes történetét. Lo úgy jellemezte a zenéjét, mint egyfajta gyógymódot, ahol kiénekelheti magából azt, amiről bátorsága nincs beszélni. Az album címe a Not on Drugs című dalban hallható sorokból ered, mellyel az előző album utáni sikereit jellemzi. Azt mondta, hogy ez megfelelően jellemzi az élményt, ahogy a "világ tetején áll", és fontosnak tartotta, hogy az album képet adjon a helyzetéről.

## Megjelenés és promóció
Lo a Queen of the Clouds megjelenését egy Rolling Stoneos interjúban jelentette be 2014. augusztus 19-én. 2014. szeptember 16-án, az album néhány zenéje - ezek a Moments, Timebomb és a Thousand Miles - előrendelés esetén elérhetővé váltak iTuneson. 2014. szeptember 24-én, Lo előadta a Habitset a Jimmy Kimmel Live! amerikai műsorban, hogy ezzel reklámozza albumát.

### Kislemezek
A fő kislemez a "Habits (Stay High)", eredetileg "Habits" néven már előzetesen megjelent 2013. március 25-én a Truth Serum beharangozójaként. 2013. december 6-án ismét kiadták új néven. Ekkor 3. helyet ért el aBillboard 100-as listáján 2014-ben. 2014-ben megjelent egy remix verziója a Habitsnek a Hippie Sabotage által, Stay High néven, és 13. helyig jutott a svéd listákon. Több helyen azonban a TOP 10-be is bekerült, mint például Norvégiában, az Egyesült Királyságban, Franciaországban, Új-Zélandon és Ausztráliában. A második kislemez a Not on Drugs lett. Dalszöveges videója 2014 júniusában jelent meg az énekesnő YouTube csatornáján. and its music video premiered in August of the same year.

## Teljesítménye
Lo szülőhazájában , Svédországban a Queen of the Clouds 6. helyen nyitott az ottani toplistán. Az USA-ban a Billboard 200-as listáján a 14. helyen kezdett, 19,000 eladott lemezzel az első héten. Emellett a TOP 50-be került Ausztráliában, Finnországban, Új-Zélandon, valamint a norvég listákon is.

## Kritikák
A Queen of the Clouds főként pozitív kritikákat kapott. Sam Lansky a TIME magazin újságírója a dalszöveg mondanivalóját éltette, kiemelve, hogy "az összes számnak kielégítő hangzása van, de a dalszövegek a legragyogóbbak." Meglátása szerint a dalok elég fülbemászóak ahhoz, hogy az énekesnő kiemelkedhessen. Carrie Battan a Pitchfork munkatársa 10 pontból 7.2-t adott az albumra, valamint megemlítette, hogy jól összerakott pop számok alkotják, melyek nem kirívóak, továbbá a rímek és a szókimondása ami legjobban megfogja az embert. Kathy Iandoli az Idolator írónője 5-ből 3.5-öt adott a lemezre, és dicsérte a dalszövegek őszinteségét, és elismerte, hogy Lo mesterien fűzött mély gondolatokat zenéiben korábban is, de a Queen Of The Clouds egy szinttel tovább emelte az eddigieket. A PressPLAY kritikusa 4 pontot adott az albumra a maximális 5-ből, és ugyancsak a dalszövegek tartalmát éltette, és hogy Tove Lo olyan sötét terepekre merészkedik, melyet a modern pop általában elkerül.

## Helyezések
| Lista (2014)                                  | Csúcspozíció |
| --------------------------------------------- | ------------ |
| Ausztrália (ARIA Top 50 Albums)               | 47           |
| Belgium (Ultratop Flandria)                   | 65           |
| Belgium (Ultratop Vallónia)                   | 43           |
| Finnország (Musiikkituottajat Albumit Top 50) | 47           |
| Franciaország (SNEP Album Top 100)            | 72           |
| Új-Zéland (Recorded Music NZ Top 40 Albums)   | 35           |
| Norvégia (VG-lista Album Top 40)              | 10           |
| Svédország (Sverigetopplistan Top 60 Albums)  | 6            |
| USA Billboard 200                             | 14           |

## Megjelenés
| Ország                    | Dátum                                          | Formátum              |
| ------------------------- | ---------------------------------------------- | --------------------- |
| Ausztrália                | 2014. szeptember 24. - CD - digitális letöltés | Universal Music Group |
| Norvégia                  | 2014. szeptember 24. - CD - digitális letöltés | Universal Music Group |
| Svédország                | 2014. szeptember 24. - CD - digitális letöltés | Universal Music Group |
| Kanada                    | 2014. szeptember 30.                           | Universal Music Group |
| Amerikai Egyesült Államok | 2014. szeptember 30.                           | Universal Music Group |